# Беленский кансионейру
«Беле́нский пе́сенник» (порт. Cancioneiro de Belém), также «Беле́нский музыка́льный кансионе́йру» (порт. Cancioneiro musical de Belém) — один из четырёх текстомузыкальных рукописных кодексов Португалии эпохи Возрождения. Составлен в Порту в самом начале XVII века, около 1603 года. Этот самый краткий из 4-х сохранившихся нотированных португальских кансионейру содержит 18 композиций ренессансной полифонии XVI века для 3-х и 4-х голосов. Среди трёх других дошедших песенников: «Лиссабонский кансионейру», «Элвашский кансионейру» и «Парижский кансионейру». В настоящее время рукопись находится на хранении в Лиссабоне в Национальном музее археологии и этнографии (Museu Nacional de Arqueologia e Etnologia) под кодом Ms 3391 (P-Lma Ms 3391). Поэтому в некоторых источниках также используется наименование антологии по месту хранения — «Кансионе́йру Национа́льного музе́я археоло́гии и этногра́фии».

## Описание
Манускрипт песенника был обнаружен в 1969 году исследователями иберийской поэзии профессорами Артуром Ли-Фрэнсисом Эскинсом (Arthur Lee-Francis Askins) и Джэком Сэйджем (Jack Sage) среди неисследованных кодексов Национального музея археологии и этнографии, расположенного в районе Белен (Belém) в Лиссабоне. Поэтому оригинал музыкального сборника был назван по месту его находки. Описание рукописи опубликовано в статье Эскинса и Сэйджа. Заглавие на титульном листе кодекса гласит: «В этой книге содержится много любопытных вещей как в прозе, так и в стихах. В конце некоторые церемонии и т. пр.» (порт. Em este liuro se contem muitas cousas curiosas asi em prosa Como em Verso. Em o fim Algũas ceremonias etc). Первая часть оригинала содержит различные прозаические и поэтические тексты в основном религиозного содержания, а собственно сам песенник занимает часть рукописи — 16 листов (58v—73r). На обороте титульного листа видимо обозначено имя составителя и/или переписчика антологии — брат Сантьягу (Frei Santiaguo), а на фолио 31v имеется надпись «В Порту в день св. Мигела 603» (No Porto dia de S. Miguel 603). Песенник записан одним переписчиком.
Имена авторов в рукописи не обозначены. Несмотря на то, что тексты композиций сочинены неизвестными поэтами (17 на кастильском языке и 1 на португальском), а музыка создана неизвестными композиторами, предполагается что их могли сочинить португальцы, поэтому некоторые музыковеды Португалии используют относительно них термин «вилансете» или «вилансику» вместо испанского понятия «вильянсико». По мнению Эскинса и Сэйджа, музыку создали испанские композиторы 2-й половины XVI века, за исключением № 6 (№ 5 у Эскинса и Сэйджа), выполненного в португальской манере (lusismos).
Музыкальная антология включает 18 композиций (вилансете/вилансику/вильянсико, кантиги и  мадригалы) с текстами на испанском языке; из них только один единственный текст записан в оригинале на португальском языке (№ 6 — D'esperãça vos vestistes). Кодекс составлен в Португалии в Порту около 1603 года, но содержит пьесы 1550—1580 годов. №№ 5, 8, 9 и 10 (соответственно №№ 6, 9, 10 и 11 в описании Эскинса и Сэйджа) воспроизведены в Элвашском песеннике (манускрипт P-Em 11793). Значимость обнаружения антологии определил М. Морайш. Её ценность представляют наиболее ранние из известных до настоящего времени 2 религиозных вилансику (№ 1 Pues a Dios humano vemos вероятно предназначался для исполнения на Рождество Христово и № 15 O manjar vivo, dulce y provechoso создан для песнопения в Праздник Тела и Крови Христовых) и первые португальские мадригалы. М. Морайш в своём критическом издании определил 2 религиозные пьесы как «песнопения» (Chançonetas religiosas). Португальский музыковед Руй Виейра Нери (Rui Vieira Nery) отнёс эти песнопения к самым ранним религиозным вилансику. Традиционные вилансете и кантиги отражают любовную тематику. В данной антологии как поэтические так и музыкальные формы 8 из 18 пьес испытали при своём создании некоторое итальянское воздействие. 12 песен написаны для 3-х голосов (альт, тенор и бас — ATB), 4 — для 4-х голосов (альт, сопрано, тенор и бас — ASTB), 1 — для 3-х голосов (сопрано, тенор и бас со вспомогательным сопрано — S(S)TB).
Первая песня сборника обозначена в оригинале термином «песнопение» (chanconeta (sic) шансонета). Данный термин в орфографии chançoneta, chanzoneta, canzoneta широко использовался на Пиренейском полуострове с 1550 года и на протяжении XVII века для обозначения короткой песни с рефреном, чаще всего рождественской кэрол, структура которой весьма схожа с вильянсико. №№ 6, 7, 12 и 13 (у Эскинса и Сэйджа №№ 5, 6, 11 и 12) Эскинс и Сэйдж отнесли к вильянсико, т. е. к песням с рефреном типа виреле. №№ 5, 6, 9, 10, 11, 12, 15 и 16 (у Эскинса и Сэйджа №№ 4, 5, 8, 9, 10, 11, 14 и 15) не имеют рефрена. Композиции №№ 2, 4, 17 и 18 (у Эскинса и Сэйджа №№ 2, 3, 16 и 17) относятся к мадригалам.

## Содержание кансионейру
| №  | № Askins & Sage | листы   | наименование                        | жанр | музыкальная форма | голоса       |
| -- | --------------- | ------- | ----------------------------------- | ---- | ----------------- | ------------ |
| 1  | 1               | 58v—59r | Pues a Dios humano vemos            | Ch   |                   | 3-4 ▪ S(S)TB |
| 2  | 2               | 59v—60r | Ay de mím, sin ventura              | M    |                   | 4 ▪ ASTB     |
| 3  | —               | 60v—63r | Bajad señora los ojos               | V    |                   |              |
| 4  | 3               | 63v—64r | O dulce suspiro mio                 | M    |                   | 4 ▪ ASTB     |
| 5  | 4               | 65r     | Venid a suspirar al verde prado     | V    | ABB               | 3 ▪ ATB      |
| 6  | 5               | 65v—66r | D’esperãça vos vestistes            | C    | ABBC              | 3 ▪ ATB      |
| 7  | 6               | 66v     | Dame acogida en tu hato             | V    | ABB CC ABB        | 3 ▪ ATB      |
| 8  | 7               | 67r     | Ojuelos graciosos                   | V    | ABBA              | 3 ▪ ATB      |
| 9  | 8               | 67v     | Mira que negro amor, y que no nadie | C    | AABCC ?           | 3 ▪ ATB      |
| 10 | 9               | 68r     | Aquella voluntad que se ha rendido  | C    | AABCC             | 3 ▪ ATB      |
| 11 | 10              | 68v     | Sabete Gil que me muero             | V    | ABB CC            | 3 ▪ ATB      |
| 12 | 11              | 69r     | En la peña, yunto la peña           | V    | ABB CC ABB CC ?   | 3 ▪ ATB      |
| 13 | 12              | 69v—70r | Quién te hizo, Juan pastor          | V    | ABBA              | 4 ▪ ASTB     |
| 14 | 13              | 70v—71r | Tierras mias ado nasci              | V    | ABBA              | 4 ▪ ASTB     |
| 15 | 14              | 71v     | O maniar bivo dulce i provechoso    | V    | AABCC ?           | 3 ▪ ATB      |
| 16 | 15              | 72r     | De mi ventura quexoso               | C/V  | ABCC DD ?         | 3 ▪ ATB      |
| 17 | 16              | 72v—73r | O más dura q̃ mármor a mis quexas    | M    |                   | 3 ▪ ATB      |
| 18 | 17              | 73v—74r | Flerida en cuia mano                | M    |                   | 3 ▪ ATB      |

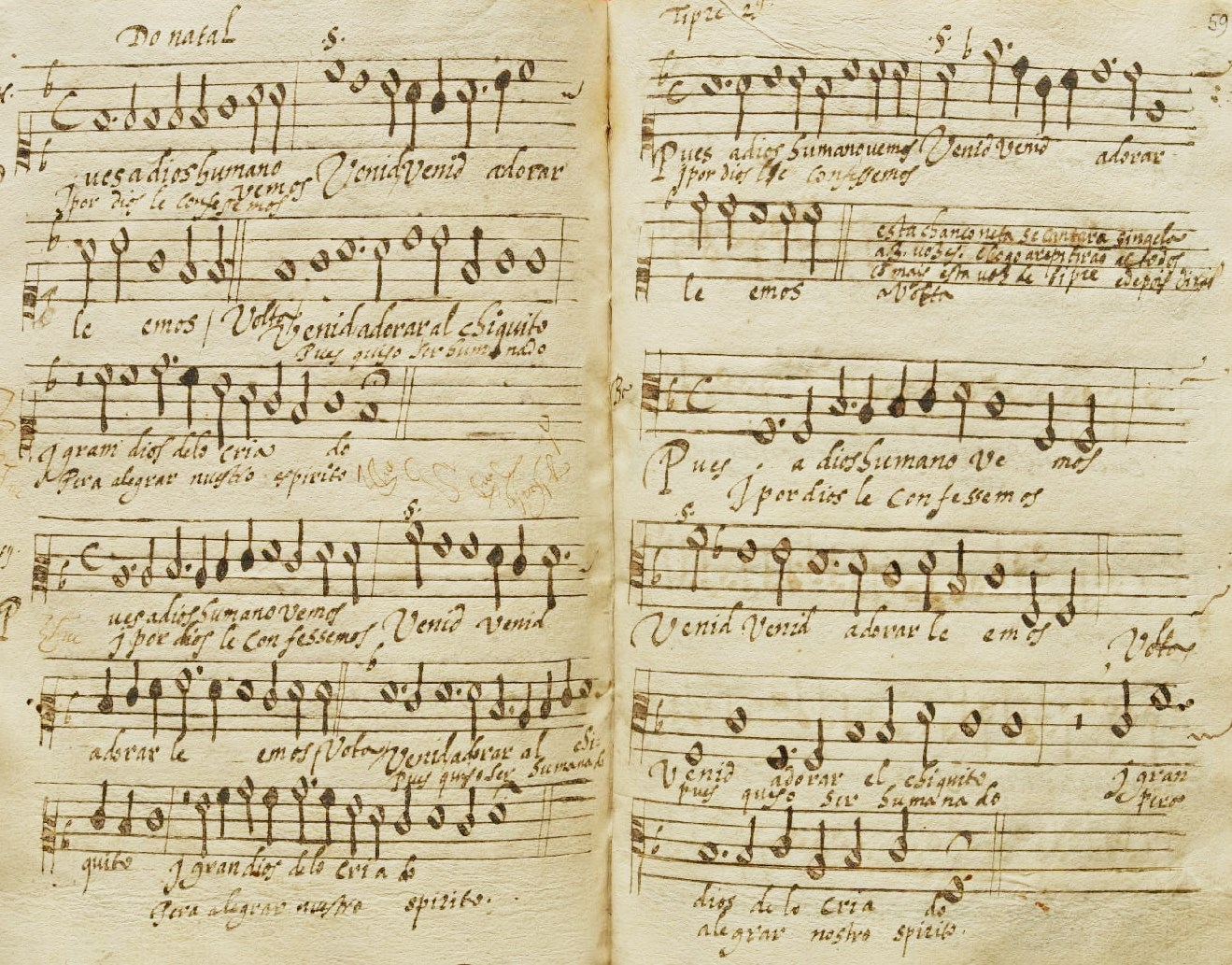
Вильянсико Pues a Dios humano vemos

- Позиция № 3 отсутствует в описании Эскинса и Сэйджа
- Жанры: C — кантига; Ch — chanconeta/chanzoneta; M — мадригал; V — вильянсико/вилансете/вилансику
- Предполагается, что тексты сочинили: № 2 — кастильская поэтесса Сетина-монахиня (Cetina «la monja»), № 10 — Мануэл де Португал[англ.], командор де Вимиозу (Manuel de Portugal, comendador de Vimioso), № 12 — Антониу де Вильегас (Antonio de Villegas), № 17 — Гарсиласо де ла Вега, № 18 — Жорже де Монтемор.

## Критическое издание
В 1988 году после изучения манускрипта португальский музыковед Мануэл Морайш (Manuel Morais) опубликовал критическое издание кансионейру в серии «Португальская маньеристская музыка».
- Morais M. Cancioneiro musical de Belém : Estudo introdutório e transcrição de Manuel Morais :  [порт.] / Manuel Morais. — Lisboa : Imprensa Nacional – Casa da Moeda, 1988. — 140 p. — (Música Portuguesa Maneirista).  (англ.)

## Записи
- 1988 — Segréis de Lisboa — Música Maneirista Portuguesa — Cancioneiro Musical de Belém / Movieplay

Все 18 пьес сборника записаны ансамблем старинной музыки «Сегрелы Лиссабона» (Segréis de Lisboa), основанном музыковедом Мануэлом Морайшем (Manuel Morais) в 1972 году. В 1992 году в Бразилии эта запись вышла на CD.